# Reinhold Norstedt

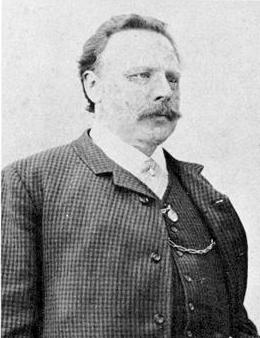
Reinhold Norstedt

Johan Reinhold Norstedt (* 1. Juli 1843 auf Gut Lunda bei Vingåker, Södermanland, Schweden; † 15. Dezember 1911 in Stockholm) war ein schwedischer Porträt- und Landschaftsmaler sowie Grafiker und Radierer.

## Leben

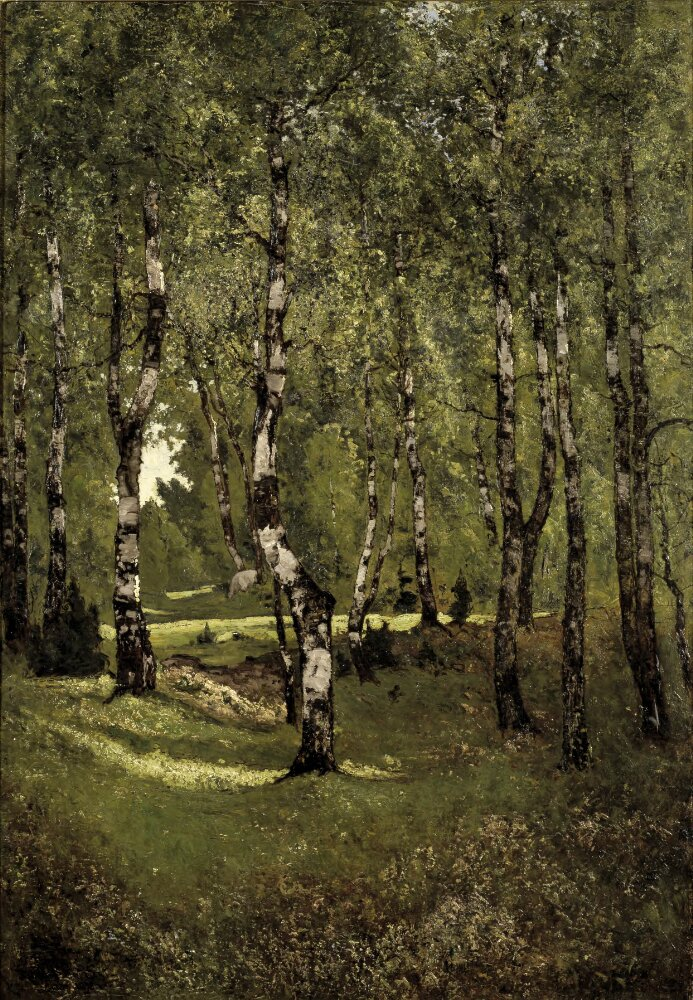
I hagen (Auf der Weide), 1898, Schwedisches Nationalmuseum

Norstedt, Sohn des Mühlenbesitzers Christian Norstedt und dessen musikalischer Ehefrau Emilia Albertina Duse, besuchte von 1853 bis 1864 das Lyzeum von Norrköping, wo ihn Gustaf Adolf Schuknecht (1806–1881) im Zeichnen unterwies. 1867 reiste er über die Schweiz nach Paris, um sich bei Jean Jacques Masset (1811–1903) im Gesang ausbilden zu lassen. In der Zeit bis 1870 studierte er neben dem Gesang auch Malerei und Radierung. Er kehrte dann nach Schweden zurück und ließ sich in Stockholm als Gesangslehrer nieder. Von 1872 bis 1873 war er als solcher an der Königlichen Oper beschäftigt.
Im Sommer 1875 hielt er sich mit seiner Frau, der Blumen- und Porträtmalerin Anna Munthe (1854–1936), einer Schwester des schwedischen Mediziners Axel Munthe und Schülerin des Malers Mårten Eskil Winge, die er am 20. Juni 1875 geheiratet hatte, erneut in Paris auf. Dort ließ er sich im Atelier von Tony Robert-Fleury im Aktzeichnen ausbilden. Als er von 1878 bis 1881 zum dritten Mal in der französischen Hauptstadt weilte und den Maler Alfred Wahlberg kennengelernt hatte, begann er, sich vorrangig der Malerei zu widmen. Als Schüler von Henri Harpignies ließ er sich von der Kunst der Schule von Barbizon prägen. Grafische Techniken (Radierung und Kupferstich) brachte ihm der Maler und Graveur Alphonse-Charles Masson (1814–1898) bei. 1879 debütierte er auf dem Salon de Paris. 1881 ließ er sich wieder in Stockholm nieder, wo er bis zu seinem Tod im Alter von 68 Jahren lebte.
Zu Norstedts bevorzugten Motiven zählten neben Darstellungen der Natur Södermanlands, auch genrehafte Stadtbilder von Stockholm, Göteborg und Kopenhagen. Bis 1878 herrschten Stimmungsbilder vor, die in das Licht der Dämmerung gehüllt oder von Mondschein belichtet waren. Erst ab 1879 kristallisierte sich der reife Stil seiner Landschaftsmalerei heraus, der unter dem Einfluss des Konzepts der Paysage intime stand.